# Consolida cornuta
Consolida cornuta là một loài thực vật có hoa trong họ Mao lương. Loài này được (P.H.Davis & M.Hossain) P.H.Davis mô tả khoa học đầu tiên năm 1965.